# La Eliana
La Eliana (en valenciano y oficialmente, L'Eliana, antiguamente Eliana) es un municipio de la Comunidad Valenciana, España. Pertenece a la provincia de Valencia y está situado en la comarca de Campo de Turia, dentro del pequeño territorio subcomarcal de La Vallbona, al norte de la ciudad de Valencia y pertenece a la segunda corona del área metropolitana de Valencia. Cuenta con una población de 19 597 habitantes (INE 2024).

## Toponimia

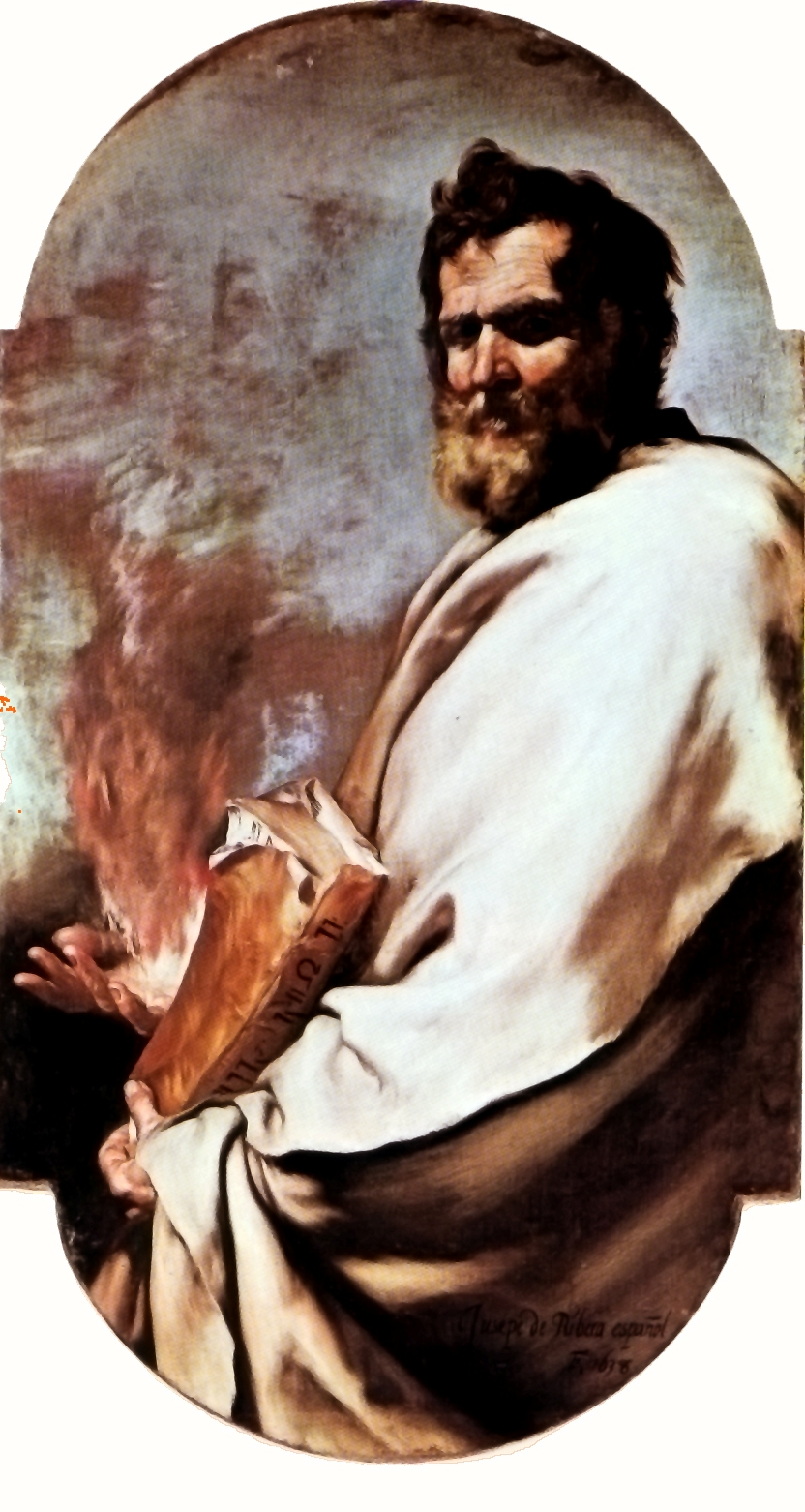
San Elías

El nombre de la localidad proviene de una antigua capilla carmelita en la que se rendía culto a una imagen de San Elías. Dado que para los Carmelitas de la Antigua Observancia su Orden había sido fundada por el profeta Elías, para referirse a la orden de San Elías, estos utilizaban coloquialmente el término de «eliana» (al igual que para referirse a la Compañía de Jesús de san Ignacio de Loyola, estos utilizaban coloquialmente el término «ignaciana»).
El párroco Miguel de Carranza, nacido en Valencia en 1527, en su obra Catechismo de religiosos hace una somera descripción de la capilla que tenían «en su Eliana» cuando habla de la capilla de la Consolación del convento del Carmen de Valencia, diciendo que:

...es toda de piedra y cuadrada (...) y hay un lindo cuadro del mismo retablo, en la capilla del Noviciado deste convento, y en una capilla que tenemos en nuestra Eliana (...) Este retablo está en la recapilla de dicha capilla.
Catechismo de religiosos

## Geografía

### Localización
El municipio de La Eliana se sitúa en la margen izquierda del río Turia. Limita con los municipios de Ribarroja del Turia, San Antonio de Benagéber, Paterna y Puebla de Vallbona, todos ellos de la provincia de Valencia.
Localidades limítrofes
|                                                | Norte: Puebla de Vallbona                          |                                         |
| Oeste: Ribarroja del Turia, Puebla de Vallbona |                                                    | Este: Paterna, San Antonio de Benagéber |
|                                                | Sur: Ribarroja del Turia, San Antonio de Benagéber |                                         |

### Orografía
La superficie del término es casi llana, con suaves ondulaciones, sobre todo en el sur. Las altitudes que no sobrepasan los 200 m. Las acequias de Nova y Granotera, compartidas con Puebla de Vallbona riegan parte del término.
El barranco de Mandor cruza de norte a sur el municipio, naciendo en el Molino de la Luna y desembocando en el Río Túria a la altura de Ribarroja del Turia.

## Historia

### Época carmelita y marquesado

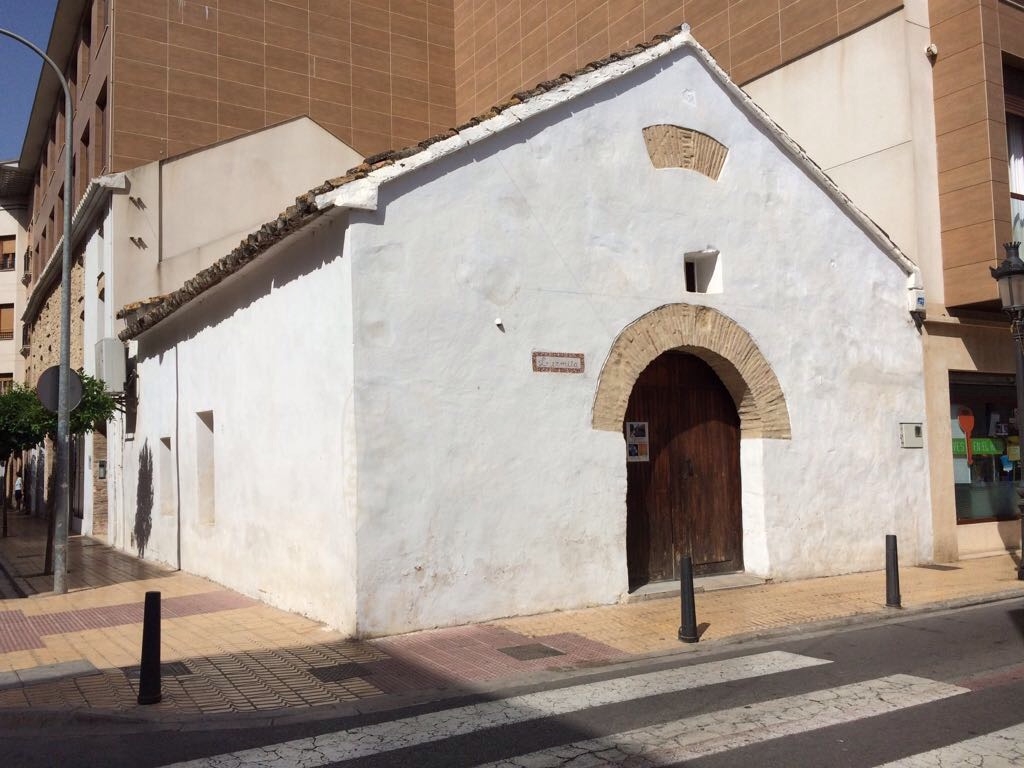
Ermita de La Eliana

En 1595, Miguel de Carranza, vicario general y prior de los frailes carmelitas calzados de la antigua observancia del convento de Valencia, compró a Jaume Cherta unas parcelas del terreno donde ahora se asienta el pueblo, para construir una casa de reposo para los religiosos de la orden. Esta casa de campo se llamó Masía de Eliana por considerar al profeta Elías como su fundador. Estos frailes se dedicarían a las faenas agrícolas y ganaderas, cultivando la vid, olivos, como también trigo y arroz, y criando animales domésticos. La calidad de la tierra produjo grandes cosechas que al tiempo llegaría a ser una de las heredades más importantes de la orden, teniendo grandes instalaciones y servicios de la época, como almacera, molinos, graneros, lagares, bodegas, cisternas, etc. En 1835, en virtud del decreto de Mendizábal, los bienes de los religiosos fueron vendidos por el estado en pública subasta, siendo adquirida la propiedad por el Marqués de Casa Ramos en 1847, ya que hubo un anterior comprador en 1837 pero le fue requisado los terrenos por impago de la subasta. A la compra de dichos terrenos la Eliana constaba de 19 viviendas, con 22 vecinos y 93 almas, y una inmensa Masía que mandó derribar y construir encima un inmenso palacio y amplió el número de casas de labranza, con lo que ya se formó una colonia agrícola, que dependía de Puebla de Vallbona como una pedanía, con su alcalde pedáneo
Encima de cada puerta mandó colocar un azulejo con la corona del marquesado dibujada sobre el número de la casa, gran parte de las cuales aún se pueden ver en la actualidad por las calles más antiguas. Asimismo se abrieron caminos y acequias y las tierras dejaron en parte de ser dedicadas a la vid para convertirse en tierras de frutas y hortalizas de regadío. Se constituyó un feudalismo por la nobleza a finales del siglo XIX, todos los vecinos trabajaban a jornal o arrendamiento y por Navidad y todos los santos, había que pagar impuesto a los señores y regalarles como agradecimiento un animal de su corral. A la muerte de los Marqueses de Casa Ramos de la Real Fidelidad y de la Eliana la propietaria del palacio pasaría a las manos de su hija, María de la Nieves Yaguas Velandia y Hernández Marquesa de Casa Ramos y de la Eliana casada con Vicente Mariano Noguera y Aquavera el marqués de Cáceres. El marqués de Cáceres fue uno de los grandes mecenas convirtiendo la colonia agrícola en una vila proporcionándole servicios, como la construcción de pozos de agua, nuevos caminos, red eléctrica, parada de tren, y la construcción de varias industrias. Convirtió el cambio de paradigma a una sociedad liberal, inculcando a la sociedad elianera el sentimiento de pertenencia y propulsor de la segregación de l'Eliana de la Puebla de Vallbona, al querer formar un municipio independiente. Al fallecimiento de este, el palacio y todos los terrenos pasaron a ser propiedad de su hija María del Carmen Noguera Yaguas Velandia casada con el marqués del Real Agrado, cuya gestión de las propiedades causó revueltas por parte de los arrendatarios en la década de los 20, hasta que las propiedades llegaron a ser parte de los ciudadanos de l'Eliana. También se instaló sobre principios del siglo XIX el último Virrey de México, Félix María Calleja, conde de Calderón y Capitán General de Valencia, en el palacete Torre de Baba, situado a unos kilómetros del centro urbano y pasó a llamarse a partir de ese momento Torre del Virrey, donde residió hasta su muerte en 1828. En el Diccionario de Madoz (1845-1850) aparece la siguiente descripción de La Eliana:

ELIANA (la): caserío y granja con alcalde pedáneo [...] [del] término jurisdiccional de la Puebla de Vallbona. Situado en terreno llano al S de esta población a la distancia de una hora; y comprende una casa granja o masía magnífica con excelentes bodegas, lagares, cisterna, graneros, habitaciones para la familia y oratorio dentro de ella para decir misa, y 19 casas mal construidas con fachadas iguales y de 2 pisos con grandes corrales, formando una vista alegre alrededor de una espaciosa plaza cuadrada. El terreno que le rodea se compone de huertas muy feraces, que producen toda clase de verduras, semillas, trigo, panizo, plantadas de algarrobos, higueras y tierra de sembradio. Fue propiedad del extinguido convento de Carmelitas Calzadas de Valencia, y hoy día de la Nación. Población: 22 vecinos, 93 almas.
Diccionario de Madoz

### Segunda República y primera independencia municipal (1937-1939)
A principios del siglo XX las tierras fueron parceladas y vendidas a los colonos y arrendatarios, dejando de ser propiedad feudal, para empezar a ser un poblado propiamente dicho, ya que los nuevos propietarios siguieron edificando sus viviendas formando calles alrededor del palacio señorial. En tiempos de la dictadura de Primo de Rivera en la pequeña pedanía empezaron a surgir pensamientos de segregación municipal, supuestamente ya promovidos por el marqués, que no llegarán a cuajar hasta tiempos de la República, exactamente en el 19 de julio de 1937, cuando la pedanía adquirió la categoría de municipio y una corporación municipal donde participaron los partidos políticos y sindicatos de Izquierda Republicana, UGT, Radio Eliana (Partido Comunista) y CNT, siendo el primer alcalde Ricardo Llopís Quinto, del partido Izquierda República (IR). La guerra civil hizo que muchos de los que constituían la corporación municipal tuvieran que ir al frente, lo que encadenó que en 1938 se volviera a constituir una nueva corporación siguiendo como alcalde Ricardo Llopís y entre otros se incorporó a Dolores Marimón Navarro, la primera mujer regidora de L'Eliana. Con la victoria del bando franquista, el consejo municipal del frente popular se desmembró y huyó temiendo consecuencias y represalias políticas, tomando el ayuntamiento los partidarios franquistas del municipio, siendo el alcalde Vicente Coll Badia por unos meses, hasta que el 14 de agosto el gobernador civil de la provincia de Valencia comunica al Ministerio de la Gobernación que la segregación tomada a cabo entre los municipios de La Eliana y la Puebla de Vallbona es nulo por haberse producido en periodo rojo, así el municipio volvió a ser pedanía de La Puebla de Vallbona. El gran descontento de la población por la decisión tomada por el gobernador se reúnen junto al que fue supuesto alcalde durante unos meses para pedir de nuevo la segregación, cosa que tanto el municipio de la Puebla de Vallbona y Gobernación Civil rechazan.

### Independencia municipal definitiva (1958)
En 1955, la población del municipio se vuelve a reunir con el alcalde pedáneo Secundino Blat Murgui para pedir de nuevo la segregación, ya que el cambio producido en los estatutos de las entidades locales se ve una cierta esperanza para ello. Así en el 21 de febrero de 1958, se consigue por fin la independencia definitiva, por la votación producida por el cambio de ayuntamiento de la Puebla de Vallbona por simpatizantes de FE-JONS, junto la ayuda burocrática del General Enrique Pastor en la tramitación del expediente, así siendo el último alcalde pedáneo y primer alcalde reconocido (en realidad sería el tercer alcalde), Enrique Daries Coll. En el 1959 se crea el primer consistorio. En la actualidad hay cierta polémica, ya que hay gente que cuenta la independencia del municipio desde el año 1937 y otros desde el año 1958.
En los años 1960 La Eliana empezó su expansión urbanística con el eslogan "Tu trabajo en la ciudad, tu descanso en La Eliana" siendo unas de las primeras localidades con chalets y zonas residenciales, lo cual produjo un crecimiento de la población considerable, ya que mucha gente de Valencia capital se trasladaría al municipio a vivir o a tener su segunda residencia.
Antes de que se crease como municipio el médico fue D. Eliseo Veses, que provenía de la localidad de Liria y el primer médico titular que hubo fue D. Lamberto Viñé y Lopés de Padilla. La figura del médico fue muy importante para la localidad. Al cambio del régimen numerosas personas quisieron tomar el ayuntamiento expulsando el gobierno del régimen franquista, aunque esta acción no llevó a nada. Sólo tras las primeras elecciones democráticas el PSPV-PSOE junto al Partit Comunista del País Valencià tomaron las riendas del ayuntamiento con Lluís Escrivà Coll al mando. Escrivà Coll había sido un maestro represaliado que por sacarse el título en periodo republicano fue destituido de su profesión, aunque siempre se le llamó el "Tío Mestrillo".

## Demografía
La Eliana cuenta con una población de 19 597 habitantes (INE 2024).
| Gráfica de evolución demográfica de La Eliana entre 1960 y 2021 |
| |
| Población de derecho según los censos de población del INE Población de hecho según los censos de población del INEEn 1958 aparece este municipio porque se segrega del municipio Puebla de Vallbona |

La población de La Eliana fue reducida hasta principios del siglo XX, si bien con posterioridad no ha dejado de crecer. En 1910 contaba con 934 habitantes y en 1960, tras su segregación, 1481. Desde entonces el crecimiento ha sido espectacular, duplicándose el número de habitantes en cada decenio (2363 en 1970, 4697 en 1981, 8255 en 1991, 14 543 en 2003) debido a los traslados procedentes principalmente de Valencia capital. Estos traslados fueron en un primer momento como segunda residencia (chalets en su mayoría), que paulatinamente se han ido convirtiendo en primeras residencias. Contaba con 17 527 habitantes en 2013 (INE). A día de hoy cuenta con una población de 19 597 habitantes (INE 2024), teniendo una densidad de población de 2025 habitantes por km².

### Poblamiento
El término tiene una extensión de 8,77 km². L'Eliana está dividida en el casco urbano y las urbanizaciones periféricas.El casco urbano se sitúa al suroeste de la cabecera del barranco de Mandor. En el resto del término se encuentran las urbanizaciones: Vistahermosa, El Carmen, El Escorial, San Agustín y Pla de la Paella al Este del núcleo urbano; Montesol y Pinadeta del Cel, al Sur del casco; Torre del Virrey, Montealegre, Gallipont y Montepilar, al Oeste y Suroeste del casco; Entrepinos en la zona suroriental del término; y L’Almassereta, El Paraíso, Los Almendros, Bonavista, Les Taules, Hendaya y El Lago, en la zona septentrional y nororiental del municipio. Varias de estas urbanizaciones se utilizan como segunda residencia para el verano

### Comunicaciones

#### Carretera
Por el término de La Eliana cruza la autovía CV-35, que une el municipio con Liria al noroeste y con la ciudad de Valencia al sureste. También atraviesa el término la carretera CV-336 que une Ribarroja del Turia con San Antonio de Benagéber.

#### Autobús y metro
Por La Eliana circulan varias líneas de autobuses de los Autobuses Metropolitanos de Valencia (MetroBus). Entre ellas se encuentran el L145 A, el cual termina en Valencia después de pasar por Burjasot y San Antonio de Benagéber, y el L146, que además también pasa por Ribarroja.
Asimismo, cuenta en su término con tres estaciones de la Línea 2 de MetroValencia:
- L'Eliana
- Montesol
- Entrepins

## Economía
Se trata de una ciudad residencial, hecho que ha provocado la transformación de los usos tradicionales del suelo. La superficie cultivada ha quedado reducida a poco más de 50 hectáreas, la mayor parte en riego y plantada de naranjos, mientras que la casi totalidad del resto del término se halla urbanizada y repartida entre el casco urbano (unas 48 ha), una veintena de barrios residenciales que suman más de 9000 chalets.
Existen industrias dedicadas a la cerámica, vidrio y materiales de construcción y textiles. En el casco urbano predomina el pequeño comercio, mientras que al norte, en el límite municipal con Puebla de Vallbona, se encuentra el centro comercial El Osito. Las principales actividades económicas de L'Eliana se sitúan en el sector servicios, teniendo 423, de las 504 empresas afiliadas a la seguridad social, pertenecientes a este sector

## Símbolos
El escudo heráldico de La Eliana le fue encargado a Felipe Llopis Planells, doctor en Ciencias Históricas y en Derecho, que confeccionó el estudio introductorio y la composición heráldica. El escudo esculpido en la fachada de la iglesia lleva las coronas nobiliarias correspondientes a los titulados en la casa de Ramos, duques de Baños, muy vinculados al municipio de La Eliana. Tiene como soportes dos leones, detalle que se piensa que puede proceder de la relación con la casa del Marqués de Cáceres.

Sobre un fondo de pergamino, de recia contextura clásica, destaca el escudo que trae: en campo de azur, el templo de la Eliana visto de frente y fielmente reproducido, al natural y terrasado al color de la tierra natural. Entrado en punto trae en campo de gules dos ramos de sinople, o sea, los ramos de sinople en campo de gules que hemos visto en el escudo de Casa Ramos de Galicia, que el que está representado en el frontispicio de la iglesia parroquial de La Eliana.

## Administración y política
La Eliana está gobernada por una corporación local formada por concejales elegidos cada cuatro años por sufragio universal que a su vez eligen un alcalde. El censo electoral está compuesto por todos los residentes empadronados en La Eliana mayores de 18 años y nacionales de España y de los otros países miembros de la Unión Europea. Según lo dispuesto en la Ley del Régimen Electoral General, que establece el número de concejales elegibles en función de la población del municipio, la corporación municipal de La Eliana está formada por 17 concejales. El Ayuntamiento de La Eliana está actualmente presidido por el PSPV y consta de 8 concejales de este partido, 7 del PP, 1 de Compromís per l'Eliana: Acord per Guanyar y 1 de Vox. El equipo de gobierno del consistorio está formado por una coalición del PSPV y Compromís per l'Eliana: Acord per Guanyar.
| Mandato   | Alcalde                                 |
| --------- | --------------------------------------- |
| 1937-1939 | Ricardo Llopis Quinto                   |
| 1939      | Vicente Coll Badía                      |
| 1942-1957 | Secundino Blat Murgui (alcalde pedáneo) |
| 1958-1979 | Enrique Daries Coll                     |

| Periodo   | Nombre                                            | Partido   |
| --------- | ------------------------------------------------- | --------- |
| 1979-1983 | Lluís Escrivà Coll                                | PSPV-PSOE |
| 1983-1987 | Vicente Tarrazona Hervás                          | PSPV-PSOE |
| 1987-1991 | Vicente Tarrazona Hervás                          | PSPV-PSOE |
| 1991-1995 | Vicente Tarrazona Hervás                          | PSPV-PSOE |
| 1995-1999 | Vicente Tarrazona Hervás José María Ángel Batalla | PSPV-PSOE |
| 1999-2003 | José María Ángel Batalla                          | PSPV-PSOE |
| 2003-2007 | José María Ángel Batalla                          | PSPV-PSOE |
| 2007-2011 | José María Ángel Batalla                          | PSPV-PSOE |
| 2011-2015 | José María Ángel Batalla                          | PSPV-PSOE |
| 2015-2019 | Salvador Torrent Català                           | PSPV-PSOE |
| 2019-2023 | Salvador Torrent Català                           | PSPV-PSOE |
| 2023-act. | Salvador Torrent Català                           | PSPV-PSOE |

### Alcaldes de La Eliana
El primer alcalde de La Eliana después de la declaración como municipio independiente, tomó posesión el 23 de febrero de 1959, a un acto multitudinario que se llevó a cabo en plaza Mayor del nuevo municipio. Fue nombrado por el gobernador civil de la provincia de Valencia, Jesús Posada Cacho, con la pretensión de conseguir regir los intereses municipales de La Eliana hasta la consecución de la independencia.
Con anterioridad el pueblo llegó a conseguir la independencia el 19 de julio de 1937, momento en el que se llevó a término la sesión inaugural del "Consell Municipal de l'Eliana", en la cual Ricardo Llopis Quinto fue nombrado alcalde de l'Eliana. Este periodo independiente fue corto, en agosto del 1939 el Ministerio de Gobernación anuló la segregación de la Puebla de Vallbona del 37 considerándola inválida por haberse producido en período "rojo", pasando a ser alcalde pedáneo Vicent Coll Badia.
El primer alcalde democrático del municipio fue Luis Escrivà Coll, que estuvo en el cargo hasta 1983.
Entre les preocupaciones más importantes del nuevo alcalde estaban el agua, el alumbrado y las basuras.

## Patrimonio

### Patrimonio arquitectónico

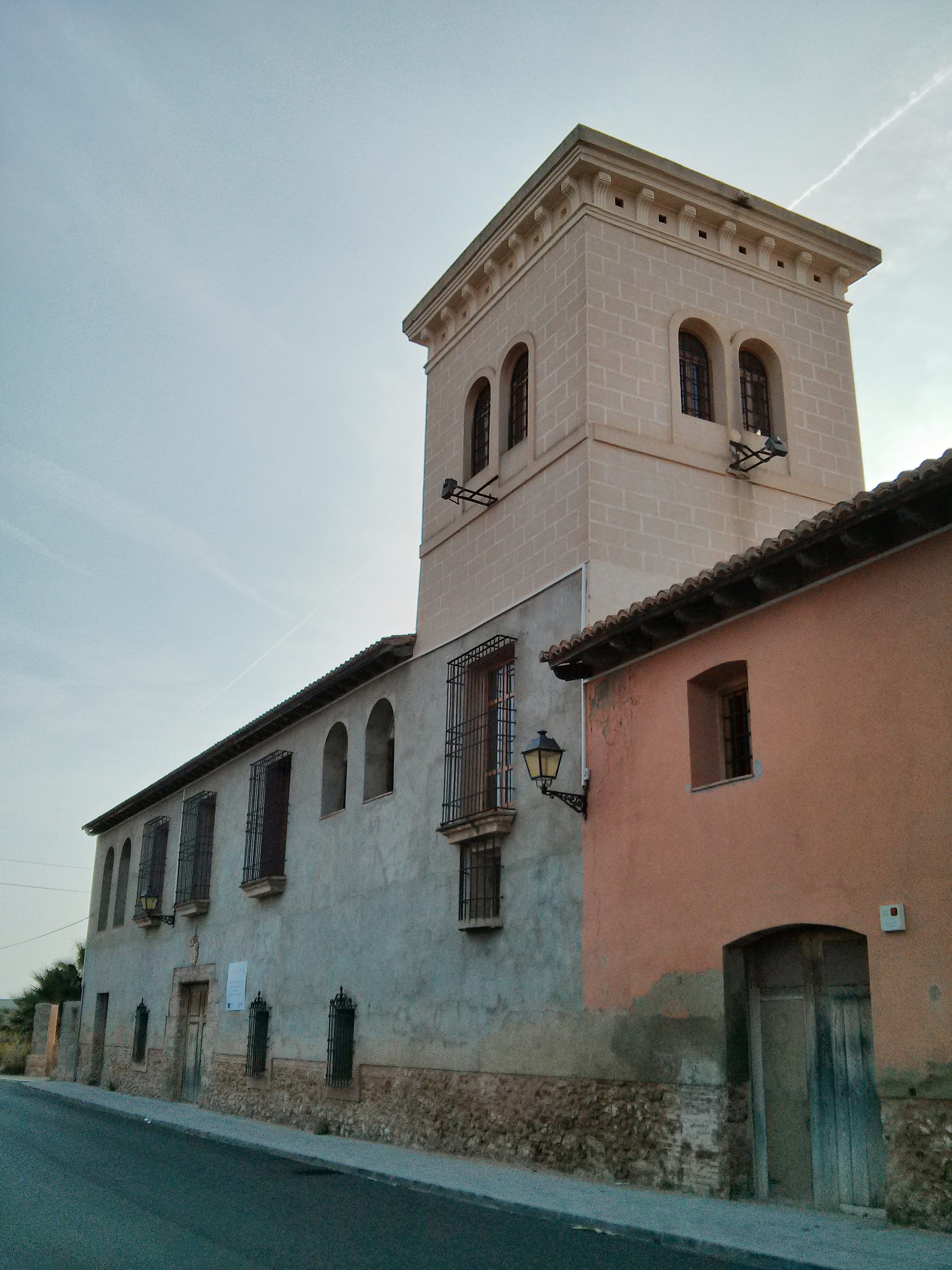
Torre del Virrey vista desde la calle Alborache

- Torre del Virrey o de Baba: forma parte de una finca que se halla a poco más de medio kilómetro del núcleo urbano, hacia el oeste. No puede calificarse de fortificación ya que la finca, incluyendo la torre actual, data de la primera mitad del siglo XIX, cuando adquiere la propiedad don Félix María Calleja del Rey, virrey de México, y la reconstruye totalmente combinando los estilos gótico y clásico. La finca original debía ser una masía agrícola —realmente un pequeño caserío— de los siglos XVI-XVII, y la torre, llamada por entonces de Babá, de Bab o de Bava;[6] sería su elemento fortificado, sirviéndole de protección y vigilancia. De esta torre original solo queda la cimentación; la actual, de planta cuadrada, está fabricada en mampostería y rematada en terraza con balaustrada. En ella se abren ventanas de medio punto. Todo el conjunto se hallaba en avanzado estado de ruina cuando fue adquirido por el Ayuntamiento en 1985 para rehabilitarlo y destinarlo a usos sociales y culturales. Actualmente presenta un excelente aspecto, aunque modificado con respecto a los edificios originales. Está declarada bien de interés cultural.[26]

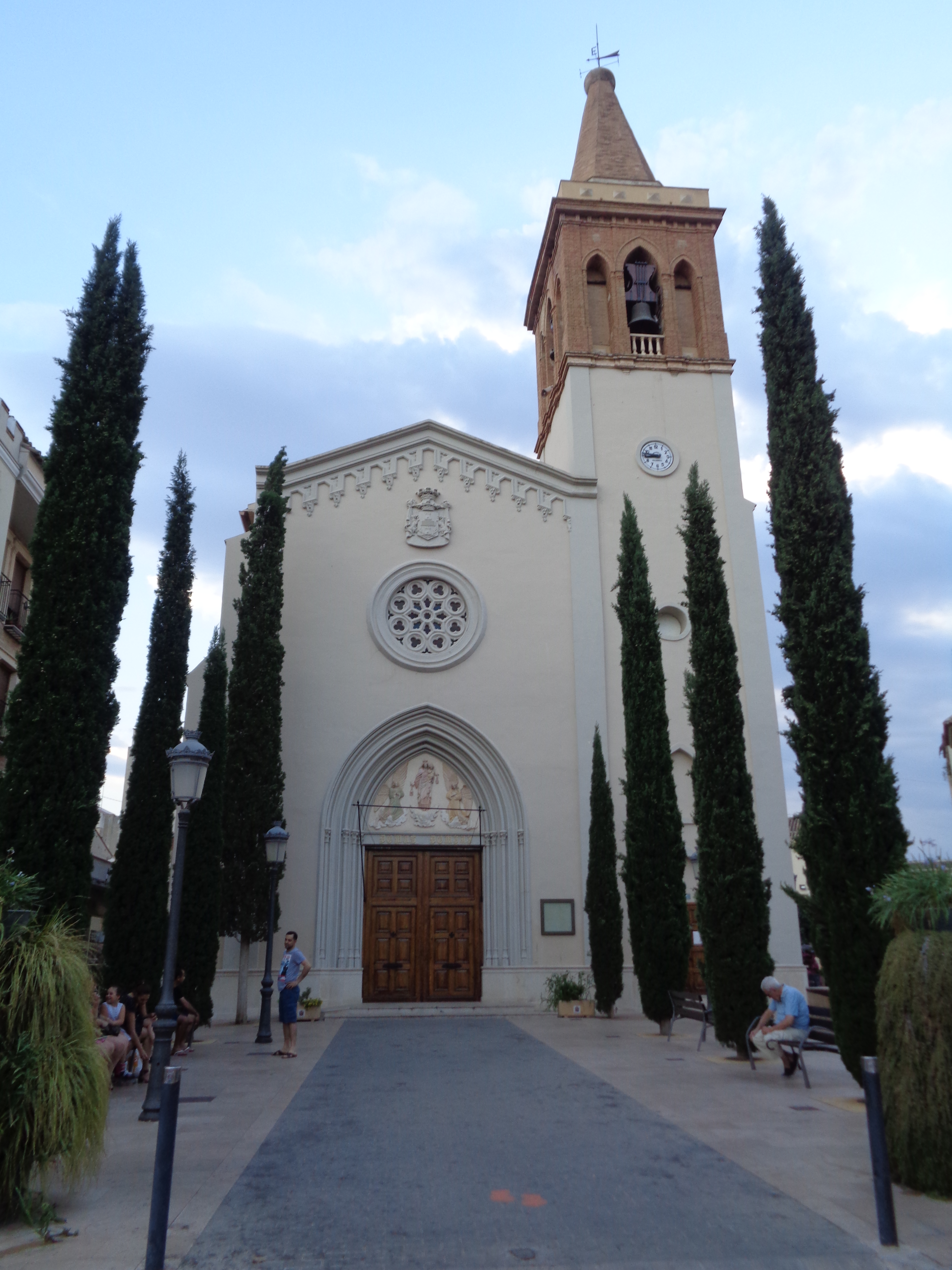
Iglesia de Nuestra Señora del Carmen

- Iglesia de Nuestra Señora del Carmen: comenzó su construcción en 1890 por el manifiesto de los elianeros de tener una iglesia propia, ya que se seguía el culto en la antigua capilla carmelita. Así, la población trabajó en grupo y levantó la iglesia y una torre campanario de estilo neo-gótico que fue bendecida en el 14 de julio de 1894.[6] El arquitecto fue José Camaña Laymón.[27] Fue el maestro de obra José Roig, padre de Alfons Roig, de la población de Bétera. Consta de seis arcadas o campillas tres a cada lado. En 1962 se realiza la primera reforma, ya que fue abatida por un rayo destruyendo la parte superior del campanario, la última reforma importante fue en el 1990 para celebrar su centenario. Fue vicaria independiente desde 1919 y parroquia desde 1952.[28] Está declarada bien de relevancia local.[29]
- Masía del Pilar o de Canonge: data de 1817 y se trata de un edificio de planta cuadrada, de tres alturas, rematado con cubierta a dos aguas. Composición simétrica de fachada, con acceso centrado en planta. El edificio cuenta con una planta noble, con huecos abalconados protegidos con rejería y rematados con un dintel que sobresale del plano de la fachada. Los de la planta superior son pequeños y prácticamente cuadrados. La planta baja se diferencia del resto del edificio con una moldura horizontal que recorre las cuatro fachadas del mismo. Tiene un gran patio al cual da el cuerpo principal dependencias de servicio: cuadras, almacera, lagares, etc. Actualmente se encuentra totalmente restaurada y convertida en una zona verde y una residencia de la tercera edad. Era propiedad de los Marqueses de Tremolar.
- Molino de la Luna: data de en torno a 1800. Edificio situado en un borde del barranco de Mandor, en la zona oeste del término municipal, muy aproximado a la Torre del Virrey. Un pequeño curso de agua limita el edificio por el norte y un camino por el sur, que lo separa de una parcela que estaba dedicada a la actividad industrial.[6] Fue uno de los Molinos hidráulicos más importantes de la Comarca, creado por la orden Carmelita. Actualmente está a la espera de restauración.
- Antigua ermita de San Elías: data aproximadamente de 1600 y es uno de los últimos vestigios del convento carmelita de L'Eliana. Esta modesta construcción, que originalmente era un depósito agrícola, después de la salida de los carmelitas fue convertida provisionalmente en capilla para uso de los vecinos, bajo la advocación de san Elías. El oratorio perdió importancia después de la construcción de la iglesia de Nuestra Señora del Carmen y durante la Guerra Civil ya había perdido su uso religioso. En la actualidad aloja un negocio de restauración.[30]
- Restos del palacio del marqués de Casa Ramos: datan de 1847. La fachada está enfoscada y conserva la morfología originaria de muro de mampostería amorterada. El antiguo palacio fue derrocado al repartir las tierras a los pobladores, algunas casas tomaron como fachada la antigua fachada del palacio. de La Covatella:
- Acueducto de La Covatella: Obra hidráulica que nace en Benaguasi (Pla dels Churros) y atraviesa los términos municipales de La Pobla de Vallbona, L'Eliana, Paterna, Godella y concluye en las cercanías de Sagunto.[31]

### Patrimonio natural
- Parque de la Pinada: inaugurado en 1991, cuenta con una superficie de 37 000 m², de los cuales 22 000 m² de zona verde, con varios espacios lúdicos diferenciados: Espai Vicent Tarrazona, plaza de Europa, centro sociocultural, auditorio, cine de verano, piscina, etc.
- El barranco de Mandor cruza de norte a sur el municipio, naciendo en el Molino de la Luna y desembocando en el Río Turia a la altura de Ribarroja del Turia. Existe un estudio inicial de proyecto de renaturalización por parte de la Confederación Hidrográfica del Júcar y el Ayuntamiento de l'Eliana con los objetivos de mejorar su función hidráulica de drenaje de las aguas pluviales en los episodios de lluvias y de los excedentes de riego a la vez que se recupera su vertiente de espacio natural, con su vegetación y fauna propia, compatible con un uso social integrado en la infraestructura verde de l'Eliana.[32]

## Cultura

### Fiestas
Fiestas mayores o patronales

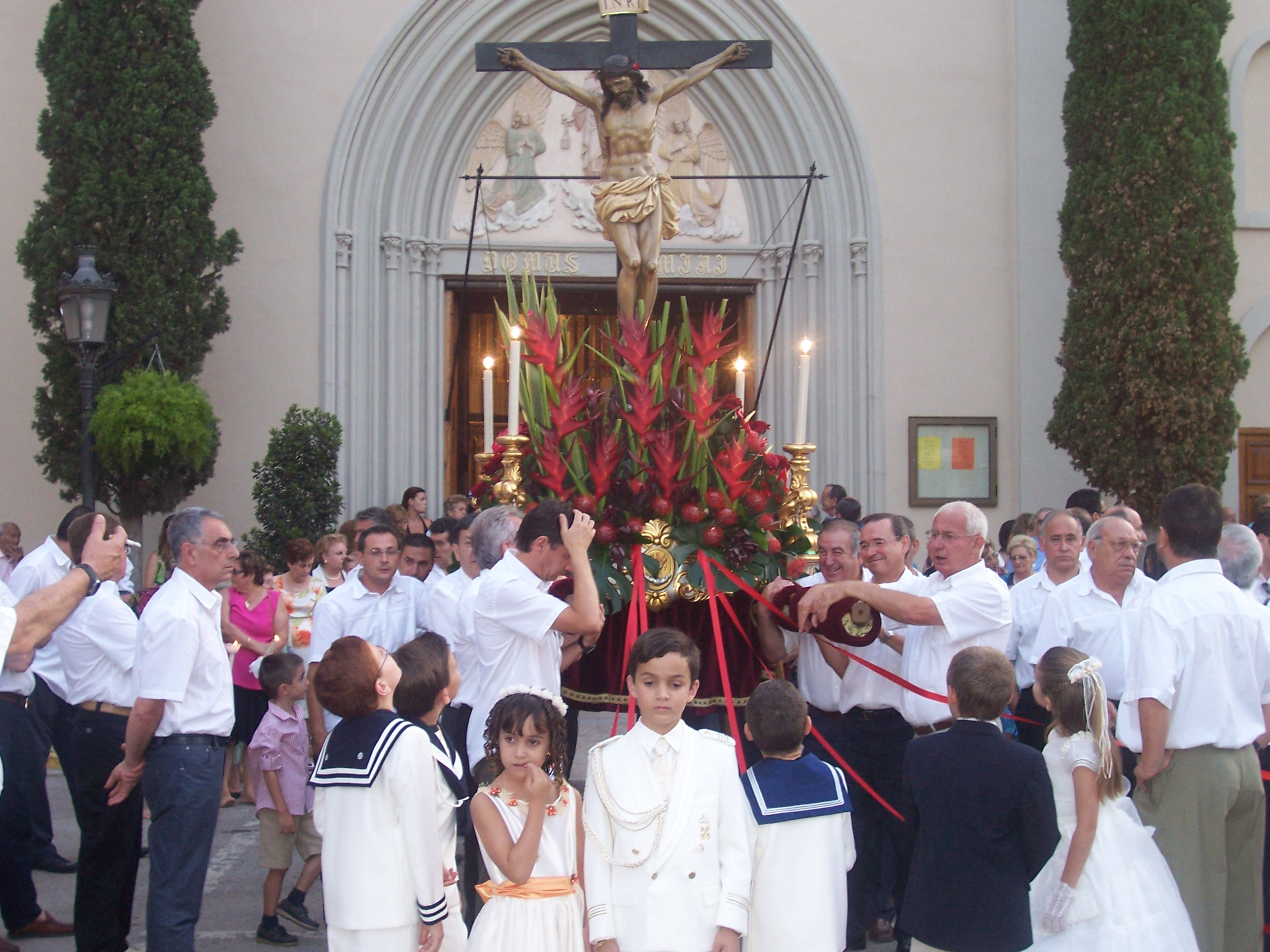
Fiesta del Cristo del Consuelo

Las fiestas mayores o patronales son las fiestas más importantes de la localidad, se celebran desde el primer fin de semana de julio hasta el 17 de julio, son en dedicación a los patrones la Virgen del Carmen y al Cristo del Consuelo. Las fiestas son organizadas por la Clavaria de la Virgen del Carmen que son hombres casados y la Clavaria del Cristo del Consuelo, que son hombres solteros.
Estas fiestas recogen gran variedad de actos para todos lo públicos como noche de paellas, cena popular, noches de verbena, actuaciones musicales, teatros, Mercado Medieval, Feria, etc. y espectáculos pirotécnicos como la cordada, correfocs, mascletàs, castillos artificiales y despertàs. Los días grandes de las fiestas son el día 15 de julio, día de la vespra, se hace el tradicional traslado de La Virgen del Carmen a casa del Clavario Mayor de ese año donde pasará toda la noche hasta el día 16, fiesta del Carmen y el día 17 día del Cristo del Consuelo.
Cordà

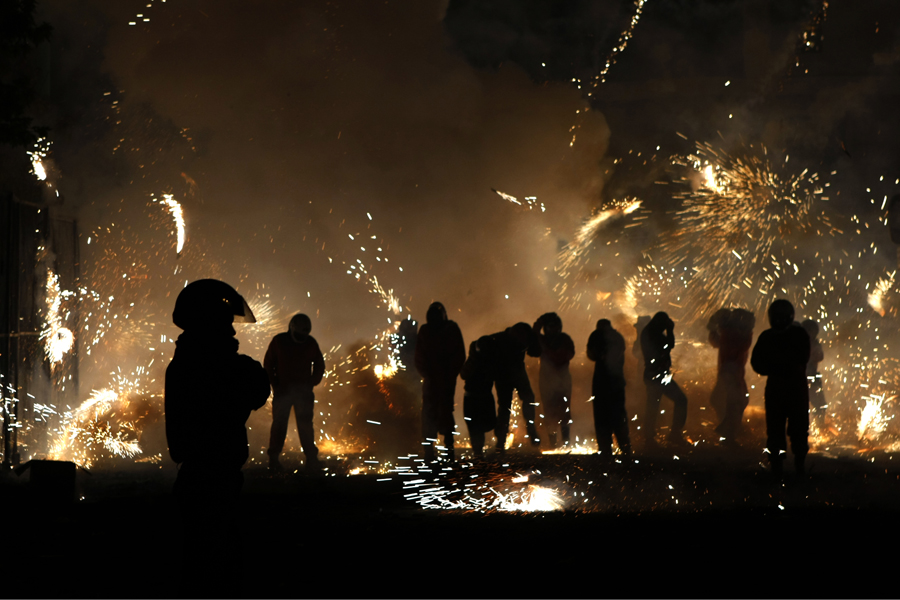
Cordà de La Eliana en 2008

Una de las tradiciones más antiguas de la localidad donde se genera una manifestación pirotécnica producida por la tirada de cohetes borrachos o de carretilla por los "coeters" en un recinto acotado, en un tiempo ilimitado y por la noche. El primer documento que se encuentra se data de 1912 en una crónica de las fiestas de ese año donde se realizó cordada la noche del día 17 de julio, posteriormente se hacía el día 15 de julio día la vespra y por toda la localidad y abiertamente con cohetes colgados en una cuerda anudadura de punta a punta de una calle y que van soltándose y estallando. También se hacía una "coetà" el día 18 de julio por la tarde, llamada la "coeta del gos" pero desapareció. Por los años se fue reduciendo la tirada hasta centrarse solo en la calle Purísima y en la plaza del País Valenciano y en recinto acotado, a día de hoy se realiza en la zona de fuegos de las fiestas. El día de la Cordà es uno de los días grandes, en la actualidad se hace el sábado anterior al día de la Virgen del Carmen. Esta tradición se comparte com varios pueblos de Valencia, como los pueblos vecinos de Betera y Paterna donde se realizan las Cordas más importantes. En la Cordà suelen entrar los "coeters", collas de amigos que se juntan para tirar estos cohetes, junto los clavarios de ese año que hacen la fiesta. También existe una asociación festera llamada "Penya del Coet" que gestiona la organización de la Cordà.
Fiestas de la Purísima
Es una festividad recuperada de hace pocos años, ya que se dejó de hacer desde los años 80. Antiguamente se hacía en el mes de mayo, mes de las flores o de la floración, con "les Enrramaes" que consistía en poner flores en la puerta de la casa de la chica que le gustara al chico, aunque en muchas veces eran rechazados y por rabietas podían aparecer en la puerta cardos borriqueros entre otras cosas. Es la fiesta de la chicas solteras de la localidad. En la actualidad esto ya no se realizan "les Enrramaes", ahora esta festividada se integra dentro de las fiestas Mayores en julio, donde la celebración se realiza el domingo anterior a la festividada de la Virgen del Carmen. Las fiestas son organizadas por las Festeras de la Purísima.
Fiestas de San Antonio Abad
La fiesta de San Antonio Abad es una de las fiestas más extendidas de todo el territorio valenciano. Se celebra el día 17 de enero, donde se hace la bendición de los animales y el repartimiento del "panet de San Antoni". Las fiestas se realizan en el tercer fin de semana de enero, empezando con la tirada de cohetes de carretilla por la localidad y la popular cordà tradicional, el día de la vespra a la fiesta se monta una hoguera la cual se le pegará fuego y pasará toda la noche encendida cuyo significado representa la victoria de San Antonio contra las tentaciones. También es tradición la "Fesolà" que se reparte a la población mientras está alrededor de la hoguera, en los últimos años se han instaurado antes de la encendida de la hoguera el Correfocs de San Antonio. Los encargados de la organización de esta fiesta son Los Clavarios de San Antonio.
Fallas o fiestas de San José
La Eliana es una localidad muy Fallera siendo estas una de las festividades más esperadas del año, se realizan en honor a San José desde el día de la Cridà (segunda quincena de febrero) con el tradicional grito de "L'Eliana en Falles festa segura" (La Eliana en Fallas fiesta segura, en valenciano) hasta el día 19 de marzo (día de San José). Siendo la Semana Fallera la más importante (días 15, 16, 17, 18 y 19 de marzo) donde se centran los actos Falleros más importantes como: La Plantá, La Ofrenda y la nit de la Cremá, así como verbenas y fiestas por la noche. anteriormente a la semana fallera las diferentes comisiones falleras hacen la Cabalgata y el "Tren Faller". Actualmente existen cuatro fallas en la localidad, que están encabezada por la Junta Local Fallera. Estas comisiones son:
- Falla Josep Antoni, Purissima i Major. Fundada en 1975. Se planta en el cruce de la calle General Pastor con calle Mayor.
- Falla Verge del Carmen. Fundada en 1978. Se planta en el cruce de la calle de la Virgen del Carmen con la calle Mayor.
- Falla del Mercat. Fundada en 1982. Se planta en la calle de Valencia, vía de servicio de Mercado
- Falla Antic Molí-Les Casetes. Fundada en 2003. Se planta en el cruce de la calle del Molino con la calle de Valencia.

Fiesta de Las Dolorosas y Semana Santa
La fiesta de la Virgen de los Dolores, es el símbolo del padecimiento de María delante de la pasión i muerte de su hijo. La festividad se celebra el viernes anterior a la Pascua (varía cada año) que es el Viernes de Dolores. La fiesta está organizada por Clavariesas de la Virgen de los Dolores o Dolorosas, que son mujeres casadas. En la Eliana no hay gran tradición por la Semana Santa, pero se representa la figura de la Dolorosa en dicha semana de pasión, en los días del Viernes Santo y el Domingo de Resurrección donde se festeja el día del encuentro. Una representación religiosa en la que La virgen de los Dolores y el Cristo resucitado se encuentran en la calle Mayor de la localidad a las 9 de la mañana, y una niña o niño vestida de ángel recita el verso del encuentro la cual hace de intermediaria entre las dos imágenes, al finalizar dicho verso se hace una gran tirada de palomas, caramelos, pétalos de flores y petardos.
Corpus Christi
La fiesta del Corpus Christi ha sido durante siglos una de las más importantes de la cristiandad católica. Consiste en el homenaje público y solemne que la iglesia local tributa a la Eucaristía, el acto más destacado es la procesión de la custodia. En dicha procesión se para en altares arreglados por la gente de la localidad para mostrar el cuerpo de cristo, mientras que los niños de la primera comunión van lanzando flores y acompañando la custodia. En la localidad se montan 6 altares en todo el recorrido de la procesión. El primero en la calle de la Virgen del Carmen, el segundo en la calle Mayor cruzando con calle del Molino, el tercero en calle Mayor cruzando con la calle del General Pastor, el cuarto en la calle de Francisco Alcayde, el quinto en la plaza del País Valenciano justo delante del Ayuntamiento, y el último el altar central de la iglesia de Nuestra señora del Carmen. Se celebra 60 días después de Domingo de Resurrección.
Otras fiestas
- Fiestas de la Música o Santa Cecilia, 22 de noviembre.
- Fiestas del barrio del Campo del Turia (junio)

## Deportes
La Eliana obtuvo premio nacional de la promoción del deporte dada por el rey Juan Carlos I. Posee escuelas deportivas cuyas actividades se centran en las instalaciones del polideportivo municipal. Entre sus escuelas podemos encontrar: fútbol, baloncesto, gimnasia rítmica, karate, tenis, tenis de mesa, frontenis, pilota valenciana, patinaje, kendo, aikido, taekwondo, balonmano, ajedrez, vóley playa y atletismo. También se encuentran clubs como el Ciclista o el de Montaña. L'Eliana C.F. se encuentra en la categoría regional preferente grupo 6.
Del 18 de julio hasta principios de agosto se realizan los juegos deportivos Vila de l'Eliana, la semana deportiva, competición de diversos deportes a nivel amateur en el polideportivo en la que participan gente tanto del pueblo como de fuera, reuniendo equipos y deportistas de los pueblos de la comarca o de las comarcar vecinas como también de Valencia capital.
En la actualidad también hay instalaciones deportivas para la realización de deportes de agua, donde se centran en la Piscina Cubierta del Mandor.
Existen clubs deportivos privados, como el Club de Tenis las Vegas, uno de los más característicos del tenis Valenciano. También es destacable el colegio Helios en el mundo del Rugby, cantera del equipo valenciano CAU Rugby.L'Eliana ha dado a luz a varios internacionales españoles de rugby como el talonador Vicente del Hoyo, el centro Àlvar Gimeno y el zaguero Guillermo Domínguez. Otros destacados jugadores con raíces en la localidad son Marc Sánchez y los hermanos Pau y Alex Gimeno.
Fue muy popular durante un poco más de una década el balonmano, cuando La Eliana tuvo uno de los equipos más importantes del balonmano femenino nacional y europeo, «El Osito L'Elian»a, obteniendo varias ligas de división de honor y copas de la reina, como también la copa de Europa de Balonmano. Contando en su plantilla a lo largo de la trayectoria en L´Eliana con jugadoras destacadas como Cristina Gómez, Montse Puche, Silvia del Olmo, Eli López, Natalia Morskova, Marta Mangué y siempre dirigidas por Cristina Mayo. En la temporada 2006/2007 el equipo se trasladó a la población de Sagunto donde pasó a llamarse Astroc Sagunto.
Además el pueblo cuenta con un polideportivo donde se pueden realizar diferentes deportes. Este polideportivo está compuesto por: 5 pistas de tenis, un campo de fútbol 11, un campo de fútbol 7, 3 pistas de frontón, 1 gimansio, 1 pabellón azul, 1 pabellón central, 1 pista de atletismo, 1 pista de exterior, salas de aeróbic, bailes de salón, danza o flamenco, 1 Tatami para realizar artes marciales y una pista de voleibol playa.

### Pilota valenciana
Un deporte tradicional de gran fuerza e importancia en La Eliana es la pelota valenciana. Antiguamente se jugaba a la modalidad de llargues y galotxa en las calles Major y Santa Teresa. La pilota valenciana es el deporte autóctono de los valencianos, 2 equipos compiten en lanzar una pelota por encima de una cuerda o por arriba de unas rallas. Sin contar el frontón, en las modalidades de la pelota valenciana los jugadores están cotejados, separados por una cuerda o unas rayas en tierra, y tienen que golpear la pelota con la mano (la mano llevará protecciones dependiendo de la pelota). En general, se puede jugar en la calle o en un trinquete
En la actualidad la pilota valenciana en La Eliana se centra en la modalidad de escala i corda en el trinquete municipal, participando en la competición más importante, El Circuit Bancaixa. El Equipo de La Eliana ganó el Circuit dos años consecutivos, en el 2000-2001 con los pilotaris Álvaro y Dani, y en el 2001-2002 con Álvaro y Tino quedando subcampeón en el 2002-2003. La Eliana cuenta con un Trinquete y una calle artificial de Galotxa. También acogió los mundiales de Pilota Valenciana en los años 90, que se disputaron en la plaza de Europa en el parque de la Pinada.

## Hermanamientos
- Mirande (Francia)
- San Mauro Torinese (Italia)